# 桜井雅浩
桜井 雅浩（さくらい まさひろ、1962年〈昭和37年〉4月30日 - ）は、日本の政治家、教諭。新潟県柏崎市長（3期）。元柏崎市議会議員（4期）。
戸籍上の正しい表記は「桜」を旧字体にした櫻井 雅浩で、柏崎市役所のウェブサイトにも戸籍上の名義で表記されている。

## 概要
新潟県柏崎市生まれ。1981年（昭和56年）3月、新潟県立柏崎高等学校卒業。1986年（昭和61年）3月、早稲田大学教育学部国語国文学科卒業。同年4月、女子美術大学付属高等学校・中学校の教諭となる。
1991年（平成3年）4月、柏崎市議会議員選挙に初当選。同年7月、学習塾を創業。2003年（平成15年）に4期目の当選。
2004年（平成16年）11月14日に行われた柏崎市長選挙に、柏崎刈羽原子力発電所の再稼働容認を訴えて立候補するも落選。元長岡市役所職員の会田洋が、自民党と公明党の推薦を受けた現職の西川正純、桜井をおさえ初当選した。投票率は71.85％。
※当日有権者数：68,857人 最終投票率：71.85%（前回比：+9.25pts）
| 候補者名 | 年齢 | 所属党派 | 新旧別 | 得票数   | 得票率 | 推薦・支持 |
| -------- | ---- | -------- | ------ | -------- | ------ | ---------- |
| 会田洋   | 57   | 無所属   | 新     | 17,293票 | 35.1%  |            |
| 西川正純 | 61   | 無所属   | 現     | 16,520票 | 33.6%  |            |
| 桜井雅浩 | 42   | 無所属   | 新     | 15,385票 | 31.3%  |            |

2008年（平成20年）の市長選に再び原発再稼働容認を訴えて立候補。現職の会田に僅差で敗れる（会田：27,394票、桜井：26,373票）。投票率は71.42％。
※当日有権者数：75,971人 最終投票率：71.42%（前回比：-0.43pts）
| 候補者名 | 年齢 | 所属党派 | 新旧別 | 得票数   | 得票率 | 推薦・支持 |
| -------- | ---- | -------- | ------ | -------- | ------ | ---------- |
| 会田洋   | 61   | 無所属   | 新     | 27,394票 | 50.9%  |            |
| 桜井雅浩 | 46   | 無所属   | 新     | 26,373票 | 49.1%  |            |

2016年（平成28年）9月28日、次期市長選への出馬を表明。市長選は11月20日に行われ、原発再稼働反対派の竹内英子（日本共産党・社民党推薦）を破り初当選した。投票率は64.06％。12月6日、市長就任。
※当日有権者数：73,457人 最終投票率：64.06%（前回比：-7.36pts）
| 候補者名 | 年齢 | 所属党派 | 新旧別 | 得票数   | 得票率 | 推薦・支持 |
| -------- | ---- | -------- | ------ | -------- | ------ | ---------- |
| 桜井雅浩 | 54   | 無所属   | 新     | 30,220票 | 64.7%  |            |
| 竹内英子 | 47   | 無所属   | 新     | 16,459票 | 35.3%  |            |

2020年（令和2年）11月15日の同選挙で元参議院議員の近藤正道を破り再選。
※当日有権者数：70,000人 最終投票率：62.8%（前回比：-1.26pts）
| 候補者名 | 年齢 | 所属党派 | 新旧別 | 得票数   | 得票率 | 推薦・支持 |
| -------- | ---- | -------- | ------ | -------- | ------ | ---------- |
| 桜井雅浩 | 58   | 無所属   | 現     | 32,146票 | 73.8%  |            |
| 近藤正道 | 73   | 無所属   | 新     | 11,433票 | 26.2%  |            |

2024年（令和6年）11月17日の同選挙で原発再稼働反対派の阿部由美子ら新人2人を破り3選。
※当日有権者数：66,016人 最終投票率：53.70%（前回比：-9.1pts）
| 候補者名   | 年齢 | 所属党派 | 新旧別 | 得票数   | 得票率 | 推薦・支持 |
| ---------- | ---- | -------- | ------ | -------- | ------ | ---------- |
| 桜井雅浩   | 62   | 無所属   | 現     | 27,587票 | 78.93% |            |
| 阿部由美子 | 62   | 無所属   | 新     | 6,931票  | 19.83% |            |
| 野本祐二   | 58   | 無所属   | 新     | 432票    | 1.24%  |            |